# Fortezza di Bashtovë
La fortezza di Bashtovë è una fortezza medievale in rovina nei pressi del villaggio di Vilë-Boshtovë, vicino a Kavajë.

## Storia e descrizione
Secondo alcuni storici la fortezza venne costruita nel VI secolo, quando la zona era sotto il dominio dei bizantini, durante la dinastia Giustiniana, e successivamente ricostruita dai veneziani: a supporto di questa tesi il ritrovamento di alcune pietre lavorate in stile bizantino. Altri storici invece ritengono che sia stata edificata nel XV secolo, durante la dominazione della Repubblica di Venezia. Il ruolo della fortezza era quello di proteggere le rotte marittime e il vicino porto: la regione infatti era un importante centro per la coltivazione del grano e altri cereali, che venivano talvolta stipati nella fortezza stessa. La fortezza venne menzionata per la prima volta, con il nome di Pashtove, nel 1521. Nel XVII secolo parte delle mura furono distrutte a seguito dello straripamento del fiume Shkumbini. Nel 1780 fu dichiarata porto franco. Nel 2017 il sito è stato candidato per essere inserito nei patrimoni dell'umanità dell'UNESCO.
La fortezza si trova in una zona pianeggiate nei pressi dell'estuario del fiume Shkumbin, a circa quattro chilometri dalla costa adriatica: al momento della sua costruzione probabilmente il mare doveva essere più vicino alla costruzione. In stato di rudere, ha una pianta rettangolare, con tre ingressi rispettivamente nelle pareti nord, ovest e est: le mura, che conservano tracce di merlatura, hanno un'altezza di 9 metri. Lungo la parete nord e est si conservano due torri rotonde alte entrambe 12 metri: altri torri rettangoli erano presenti negli angoli e nel mezzo delle mura ma ne rimangono soltanto poche tracce. La corte intera ha una lunghezza di 90 metri per 60.